# Alta Mogiana

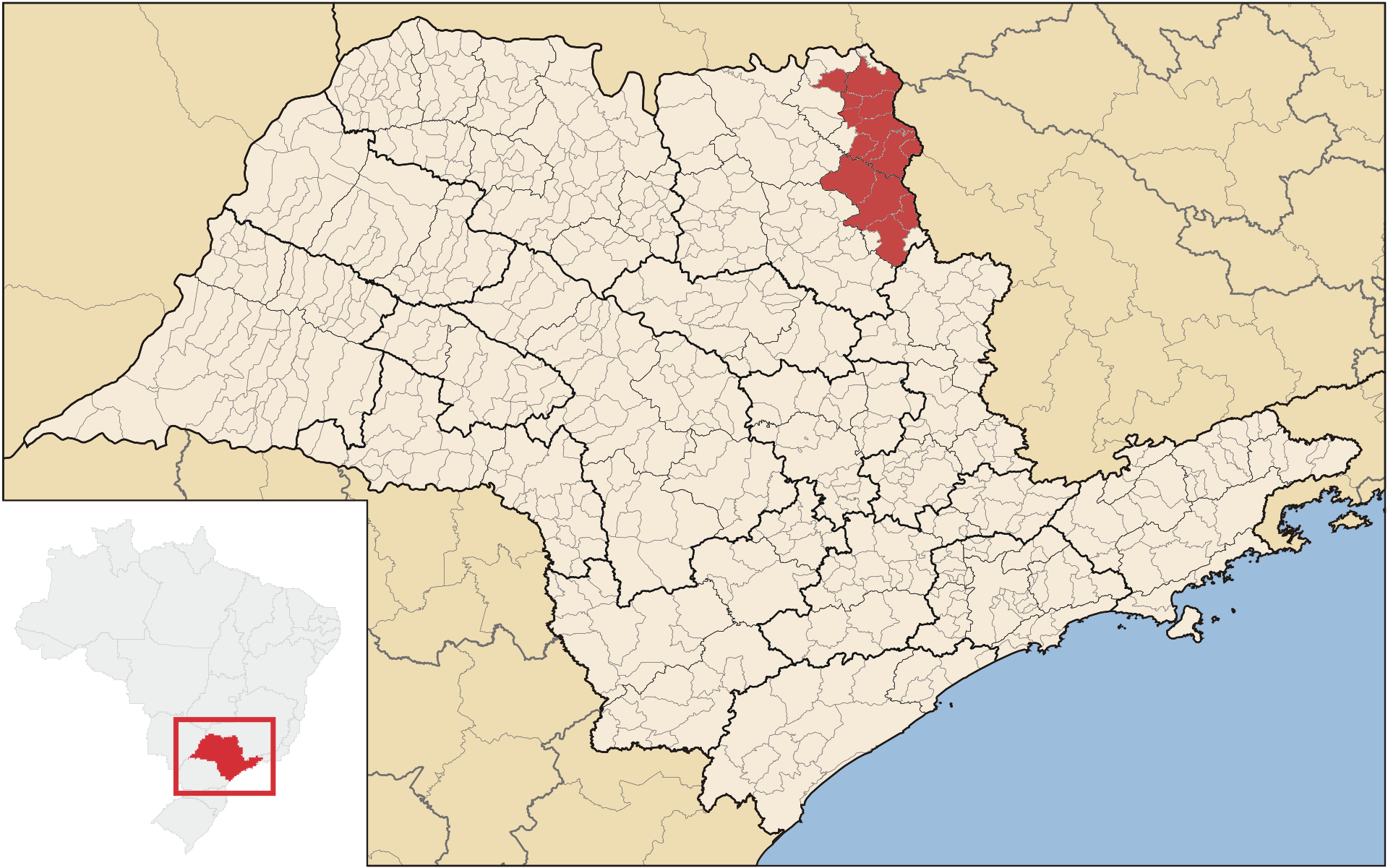
Localização da Alta Mogiana no estado de São Paulo

Alta Mogiana corresponde a uma região do estado de São Paulo que possui registro e certificação pelo INPI (Instituto Nacional da Propriedade Industrial) que abrange 15 municípios. A região da Alta Mogiana é mundialmente reconhecida pela qualidade singular na produção de cafés de excelência.

## Municípios
- Altinópolis
- Batatais
- Buritizal
- Cajuru
- Cristais Paulista
- Franca
- Itirapuã
- Jeriquara
- Nuporanga
- Patrocínio Paulista
- Pedregulho
- Restinga
- Ribeirão Corrente
- Santo Antônio da Alegria
- São José da Bela Vista